# Sveriges herrlandslag i handboll i världsmästerskapet 1954
Sveriges trupp vid VM 1954.

## VM-truppen 1954
Förbundskapten: Curt Wadmark
- Gunnar Brusberg, IK Heim
- Roland Mattsson, Örebro SK
- Rolf Almqvist, IFK Karlskrona
- Kjell Jönsson, AIK
- Per-Olof Larsson, IK Heim
- Rune Lindkvist , Örebro SK
- Åke Moberg, IFK Kristianstad
- Hans Olsson, Redbergslids IK
- Bertil Rönndahl, SoiK Hellas
- Ewert Sjunnesson, IFK Kristianstad
- Carl-Erik Stockenberg, IFK Kristianstad
- Rolf Zachrisson, IK Heim
- Sten Åkerstedt, Redbergslids IK